# 相川橋 (渡良瀬川)
相川橋（あいかわばし）は、渡良瀬川に架かる橋である。群馬県桐生市の相生町と川内町を結ぶことからこの名がついた。
1972年（昭和47年）に開通した。かつては相川橋の約100m下流に長瀬橋（ながせばし）という吊橋があったが、相川橋が開通する以前に洪水によって流失している。

## 隣の橋
- 渡良瀬川

はねたき橋 - 高津戸橋 - 相川橋 - 赤岩橋 - 上毛線 - 両毛線 - 桐生大橋
座標: 北緯36度25分37.9秒 東経139度18分5.9秒 / 北緯36.427194度 東経139.301639度